# Чемизовка (Петровское муниципальное образование)
Че́мизовка — железнодорожная станция в Аткарском районе Саратовской области. Входит в состав Барановского муниципального образования.

## География
Находится на железнодорожной линии Аткарск-Сенная на расстоянии примерно 11 км (по прямой) на север-северо-восток от районного центра города Аткарск.

## Население
| 2010 |
| ---- |
| 22   |

Население составляло 21 человек в 2002 году (русские 90%), 22 человека в 2010 году.